# Haft sin

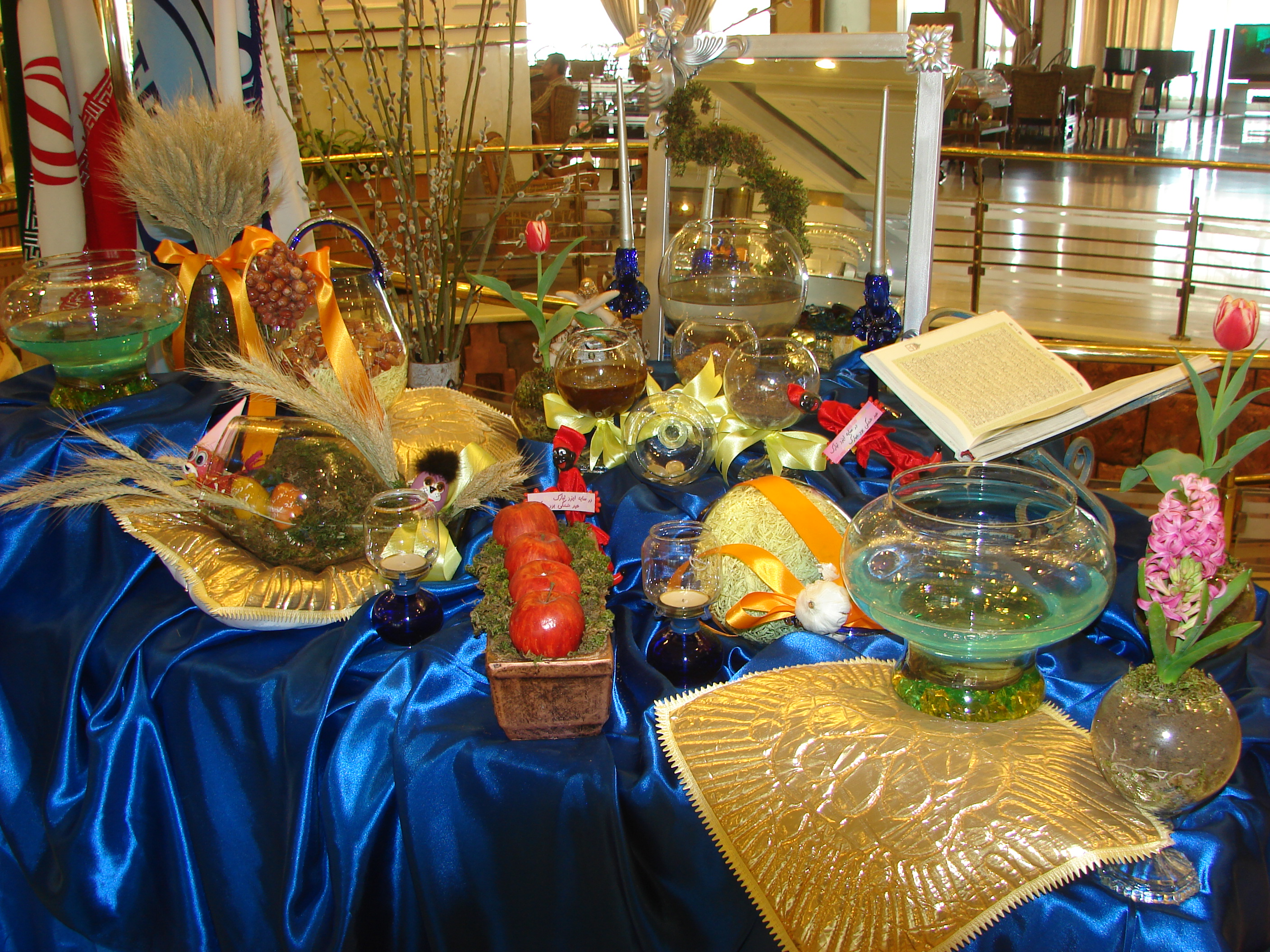
Haft sin i Teheran.

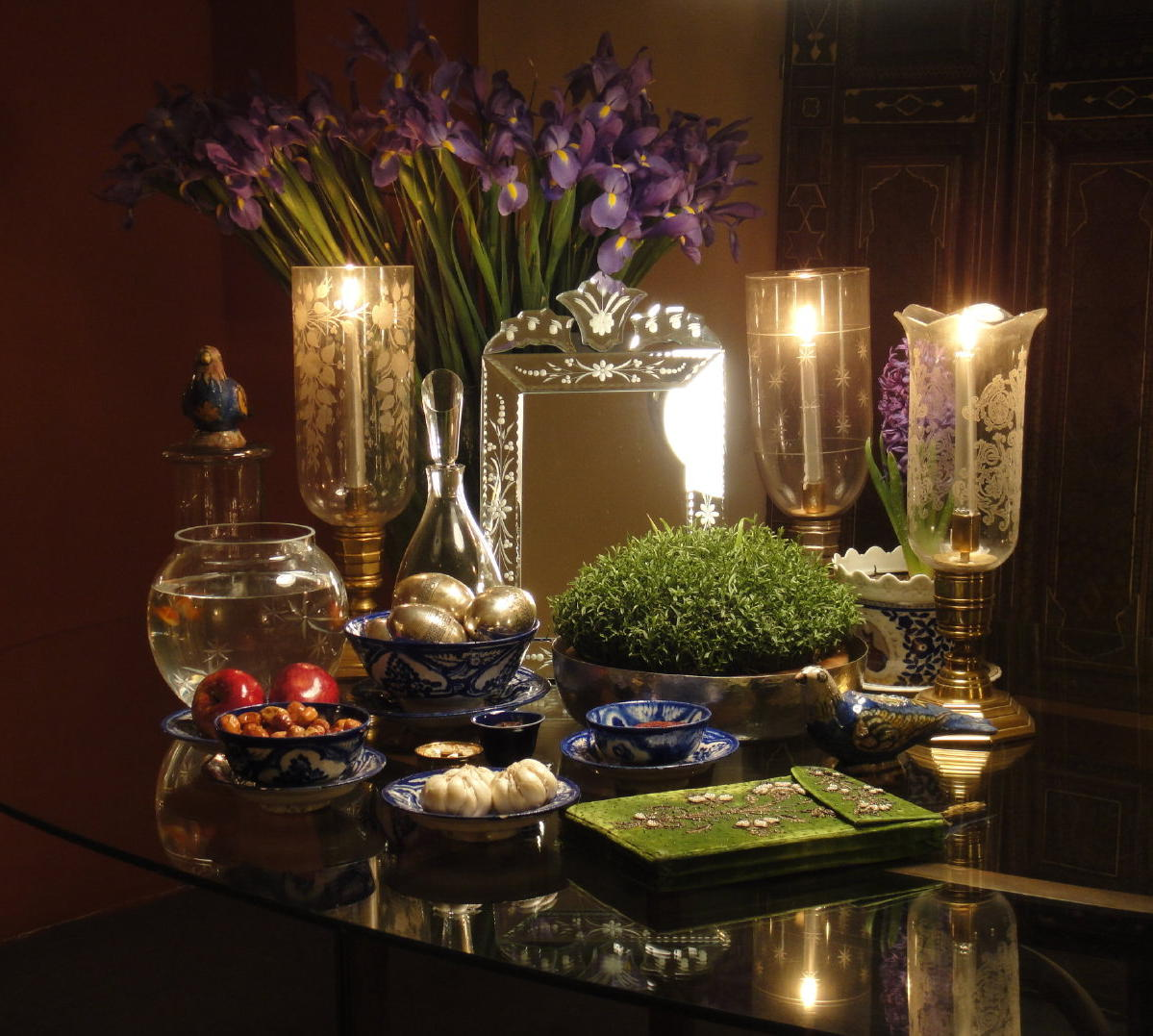
Haft sin i Teheran

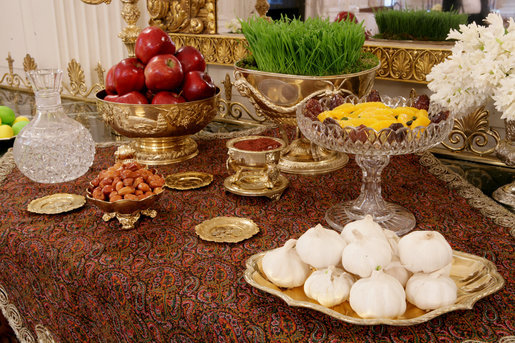
Laura Bushs haft sin i Vita huset 2008.

Haft sin (persiska: هفت ‌سین, 'sju S') är ett arrangemang som dukas upp vid det persiska nyåret (samtidigt med vårdagjämningen). Bordet dukas för att symbolisera allt det goda man önskar sig under det kommande året. 
Detta nyårsarrangemang skall traditionellt innehålla minst sju saker som börjar med den persiska bokstaven sin (S).

## Utformning
Minst sju av följande rätter/ting förekommer på en traditionell haft sin:
| Namn                                                    | Innehåll                                                       | Symbolik                                  |
| ------------------------------------------------------- | -------------------------------------------------------------- | ----------------------------------------- |
| Sabze                                                   | gräs, groddar, kryddgrönt av vete, råg, mungbönor eller linser | återfödelsen och naturens återuppvaknande |
| Samanu (även kallad samani av shirazierna och kurderna) | en vetebaserad dessert/pudding (påminner om memma)             | välstånd och överflöd                     |
| Senjed                                                  | torkade frukter från silverbusken                              | kärlek                                    |
| Sir                                                     | vitlök                                                         | läkekonsten                               |
| Sib                                                     | äpple                                                          | skönhet och hälsa                         |
| Somáq                                                   | den syrliga kryddan sumak                                      | soluppgången                              |
| Serke                                                   | vinäger                                                        | hög ålder och tålmodighet                 |
| Sombol                                                  | hyacint                                                        | vårens ankomst                            |
| Sekke                                                   | mynt                                                           | rikedom                                   |

## Historik
Haft Sin har mycket gamla anor och tidigare ställde man fram vin istället för vinäger på duken. Historiskt sett var det viktigaste att arrangemanget bestod av sju ting från naturen. Vissa menar att nyårsbordet kallades haft chin, där chin betyder dukad. De sju föremålen representerade zoroastrismens sju Amesha Spenta. 
Andra föremålen som kan förekomma på duken är följande:
- en spegel som symboliserar himlen
- ett äpple som symboliserar jorden
- stearinljus som symboliserar elden
- rosenvatten som symboliserar vatten
- gräs eller groddar som symboliserar växtligheten
- guldfiskar som symboliserar djuren
- målade ägg som symboliserar människan och fruktbarheten

I den moderna traditionen ser man ofta en delvis annan symbolik än den ursprungliga traditionella:
- stearinljusen symboliserar andlig upplysning och lycka
- spegeln symboliserar sanningen
- de målade äggen är ofta ett för varje familjemedlem
- guldfiskarna symboliserar livet
- rosenvattnet symboliserar den religiösa reningen

Dagens nyårsbord utgörs av en blandning av de ursprungliga zoroastriska och de nyare föremålen som börjar på s. Utöver allt detta brukar man dessutom ofta ha med
- godsaker som choklad eller baklava,
- mullbär
- torkad frukt och nötter
- ett granatäpple
- foton på särskilt saknade familjemedlemmar, avlidna eller bosatta långt borta
- den iranska flaggan
- en olje- eller fotogenlampa
- en bok med något av de främsta persiska litterära verken, oftast Háfez dikter eller Konungaboken.